# Luchy
Luchy é uma comuna francesa na região administrativa de Altos da França, no departamento de Oise. Estende-se por uma área de 10,79 km². Em 2010 a comuna tinha 664 habitantes (densidade: 61,5 hab./km²).